# Arroyo Barriga Negra
El arroyo Barriga Negra es un curso de agua uruguayo ubicado en el departamento de Lavalleja, perteneciente a la cuenca hidrográfica de la laguna Merín.
Nace en la cuchilla Grande, desemboca en el río Cebollatí tras recorrer alrededor de 41 km. Su principal afluente es el arroyo Polanco.
- Datos: Q5705517